# 青藍鯛
青藍鯛（學名：Azurina cyanea），又稱青光鰓魚，是輻鰭魚綱鱸形目雀鯛科藍鯛屬的其中一種，分布於西大西洋區，包括美國佛羅里達州南部至墨西哥灣及加勒比海海域，深度3至60公尺，本魚體呈卵圓形且側扁，體色淡藍色，背部有一條從頭頂延伸至尾鰭上葉的黑色條紋，尾鰭下葉也有黑色邊緣，尾鰭深叉形，背鰭硬棘12枚、背鰭軟條12枚、臀鰭硬棘2枚、臀鰭軟條12枚，體長可達15公分，棲息在珊瑚礁區，單獨或成小群行動，以浮游生物為食，雄魚具領域性，雄魚在與數尾雌魚交配後，會守護魚卵直到卵孵化，可做為觀賞魚。